# (1420) Radcliffe
(1420) Radcliffe est un astéroïde de la ceinture principale découvert le 14 septembre 1931 par l'astronome allemand Karl Wilhelm Reinmuth. Le lieu de découverte est Heidelberg (024). Sa désignation provisoire était 1931 RJ.